# Кызыл-Чулпан
Кызыл-Чулпан (баш. Ҡыҙыл Сулпан) — деревня в Шаранском районе Республики Башкортостан Российской Федерации. Входит в состав Нуреевского сельсовета.

## География

### Географическое положение
Расстояние до:
- районного центра (Шаран): 27 км,
- центра сельсовета (Нуреево): 3 км,
- ближайшей ж/д станции (Кандры): 32 км.

## История
В 1922 году десять семей из деревни Кир-Тлявли создали артель имени Шаймухаметова, в которой было 4 лошади, 6 плугов, 8 деревянных борон и 25 гектаров земли — это было одно из первых коллективных хозяйств Башкортостана. В 1925 году членами артели стало 32 семьи, ей выделили 411 га земли вдоль речки Мунча-Каран. В 1926 году артель переехала на новое место, образовав деревню Чулпан. 
В 1929 году был создан колхоз «Кызыл Чулпан», в который первоначально вошло 13 деревень, но в конце 1931 года каждая деревня стала самостоятельной артелью. В 1932 году на 10-летие колхоза хозяйству подарили электростанцию, поставили телефон, открылись детские ясли и фельдшерский пункт.
В 1939 году в посёлке Кзыл-Чулпан Нуреевского сельсовета Шаранского района 138 жителей (57 мужчин, 81 женщина). В начале 1950-х годов — уже деревня.
В 1959 году в деревне Кызыл-Чулпан — 112 жителей (49 мужчин, 63 женщины).
В 1970 году — 99 человек (50 мужчин, 49 женщин).
В 1979 году в деревне проживало 78 жителей (37 мужчин, 41 женщина), в 1989 году — 58 человек (30 мужчин, 28 женщин).
В 2002 году — 38 человек (19 мужчин, 19 женщин), башкиры (66 %) и татары (29 %).
В 2010 году — 26 человек (16 мужчин, 10 женщин).

## Население
| 2002 | 2009 | 2010 |
| ---- | ---- | ---- |
| 38   | ↘31  | ↘26  |

## Инфраструктура
Деревня электрифицирована и газифицирована; есть кладбище. Единственная улица — Центральная — представляет собой просёлочную дорогу.